# Guillermo Cañas
Guillermo Ignacio Cañas (Buenos Aires, 25 novembre 1977) è un allenatore di tennis ed ex tennista argentino.

## Carriera
Cañas inizia a giocare a tennis all'età di 7 anni ed entra a far parte del circuito professionista (ATP) nel 1994. Nel 2001 vince il suo primo torneo ATP a Casablanca battendo in finale Tommy Robredo. Nello stesso anno fu nominato ATP Comeback player of the Year per essere passato dalla 227ª alla 15ª posizione dopo un infortunio grazie anche al successo nel torneo di Chennai.
Nel 2002 raggiunge il suo più grande successo in carriera vincendo il torneo Master Series di Toronto battendo in finale Andy Roddick con il punteggio di 6-4 7-5.
Nel 2004 vince tre tornei ATP a Stoccarda, Umago e Shanghai.
Dopo una squalifica per doping di dodici mesi, Cañas è ritornato all'attività nel settembre 2006, cogliendo subito una vittoria nel torneo "Challenger" di Belém. Dopo aver vinto altri quattro Challenger è tornato a giocare tornei ATP nel 2007, cogliendo subito ottimi risultati: a Bahia ha ottenuto il suo settimo successo della carriera con la vittoria in finale su Juan Carlos Ferrero.
Nel torneo di Indian Wells, Canas ha sconfitto in due set (7-5 6-2) il nº 1 del mondo Roger Federer che vinceva da 41 match consecutivi e non perdeva da quasi sette mesi. L'argentino è riuscito, nel successivo torneo di Miami, a battere di nuovo Roger Federer (7-6 2-6 7-6). In semifinale ha battuto Ivan Ljubičić (7-5 6-2), approdando in finale dove s'è arreso in 6-3 6-2 6-4 a Novak Đoković. Successivamente, è arrivato in finale al Torneo ATP del Barcelona Open, ad aprile 2007, nel quale, è stato sconfitto dallo specialista della terra battuta, Rafael Nadal, in due set, con il punteggio di 6-3, 6-4. Al Roland Garros si è arreso ai quarti di finale al russo Nikolaj Davydenko.

## Statistiche

### Singolare

#### Vittorie (7)
| Legenda                           |
| Grande Slam (0)                   |
| ATP Tour World Championships (0)  |
| Masters Series (1)                |
| Giochi olimpici (0)               |
| ATP International Series Gold (0) |
| ATP International Series (6)      |

| Numero | Data             | Torneo                           | Superficie  | Avversario in finale | Punteggio           |
| 1.     | 15 aprile 2001   | Grand Prix Hassan II, Casablanca | Terra rossa | Tommy Robredo        | 7-5 6-2             |
| 2.     | 6 gennaio 2002   | Chennai Open, Chennai            | Cemento     | Paradorn Srichaphan  | 6-4 7–6(2)          |
| 3.     | 4 agosto 2002    | Canada Masters, Toronto          | Cemento     | Andy Roddick         | 6-4, 7-5            |
| 4.     | 18 luglio 2004   | Stuttgart Open, Stoccarda        | Terra rossa | Gastón Gaudio        | 5-7 6-2 6-0 1-6 6-3 |
| 5.     | 25 luglio 2004   | Croatia Open Umag, Umago         | Terra rossa | Filippo Volandri     | 7-5 6-3             |
| 6.     | 3 ottobre 2004   | Shanghai Open, Shanghai          | Cemento     | Lars Burgsmüller     | 6-1 6-0             |
| 7.     | 18 febbraio 2007 | Brasil Open, Bahia               | Terra rossa | Juan Carlos Ferrero  | 7–6(4) 6-2          |

#### Finali perse (9)
| Legenda                           |
| Grande Slam (0)                   |
| ATP Tour World Championships (0)  |
| Masters Series (1)                |
| Giochi olimpici (0)               |
| ATP International Series Gold (1) |
| ATP International Series (7)      |

| Numero | Data            | Torneo                                       | Superficie     | Avversario in finale | Punteggio               |
| 1.     | 26 aprile 1999  | U.S. Men's Clay Court Championships, Orlando | Terra rossa    | Magnus Norman        | 6–0, 6–3                |
| 2.     | 25 giugno 2001  | Rosmalen Open, 's-Hertogenbosch              | Erba           | Lleyton Hewitt       | 6–3, 6–4                |
| 3.     | 23 luglio 2001  | Stuttgart Open, Stoccarda (1)                | Terra rossa    | Gustavo Kuerten      | 6–3, 6–2, 6–4           |
| 4.     | 15 ottobre 2001 | Vienna Open, Vienna (1)                      | Cemento indoor | Tommy Haas           | 6–2, 7–6, 6–4           |
| 5.     | 15 aprile 2002  | Grand Prix Hassan II, Casablanca             | Terra rossa    | Younes El Aynaoui    | 3–6, 6–3, 6–2           |
| 6.     | 22 luglio 2002  | Stuttgart Open, Stoccarda (2)                | Terra rossa    | Michail Južnyj       | 6–3, 3–6, 3–6, 6–4, 6–4 |
| 7.     | 18 ottobre 2004 | Vienna Open, Vienna (2)                      | Cemento indoor | Feliciano López      | 6–4, 1–6, 7–5, 3–6, 7–5 |
| 8.     | 2 aprile 2007   | Miami Masters, Miami                         | Cemento        | Novak Đoković        | 6–3, 6–2, 6–4           |
| 9.     | 30 aprile 2007  | Barcelona Open, Barcellona                   | Terra rossa    | Rafael Nadal         | 6–3, 6–4                |

### Doppio

#### Vittorie (2)
| Legenda                           |
| Grande Slam (0)                   |
| ATP Tour World Championships (0)  |
| Masters Series (0)                |
| Giochi olimpici (0)               |
| ATP International Series Gold (0) |
| ATP International Series (2)      |

| Numero | Data           | Torneo                                | Superficie  | Compagno         | Avversari in finale            | Punteggio        |
| 1.     | 23 agosto 1999 | U.S. Pro Tennis Championships, Boston | Cemento     | Martín García    | Marius Barnard T. J. Middleton | 5–7, 7–6(2), 6–4 |
| 2.     | 19 luglio 2001 | Stuttgart Open, Stoccarda             | Terra rossa | Rainer Schüttler | Michael Hill Jeff Tarango      | 4–6, 7–6(1), 6–4 |

## Risultati in progressione

### Singolare
| Torneo          | 2008 | 2007 | 2006 | 2005 | 2004 | 2003 | 2002 | 2001 | 2000 | 1999 | 1998 | Titoli |
| --------------- | ---- | ---- | ---- | ---- | ---- | ---- | ---- | ---- | ---- | ---- | ---- | ------ |
| Australian Open | -    | -    | -    | 4T   | 4T   | 2T   | 3T   | 2T   | 1T   | 1T   | -    | 0      |
| Roland Garros   | 1T   | QF   | -    | QF   | 1T   | -    | QF   | 4T   | 1T   | 2T   | -    | 0      |
| Wimbledon       | 1T   | 3T   | -    | -    | 1T   | -    | 2T   | 4T   | 1T   | 2T   | 2T   | 0      |
| US Open         | 1T   | 2T   | -    | -    | 3T   | -    | -    | 2T   | -    | 2T   | 2T   | 0      |